# Markowce

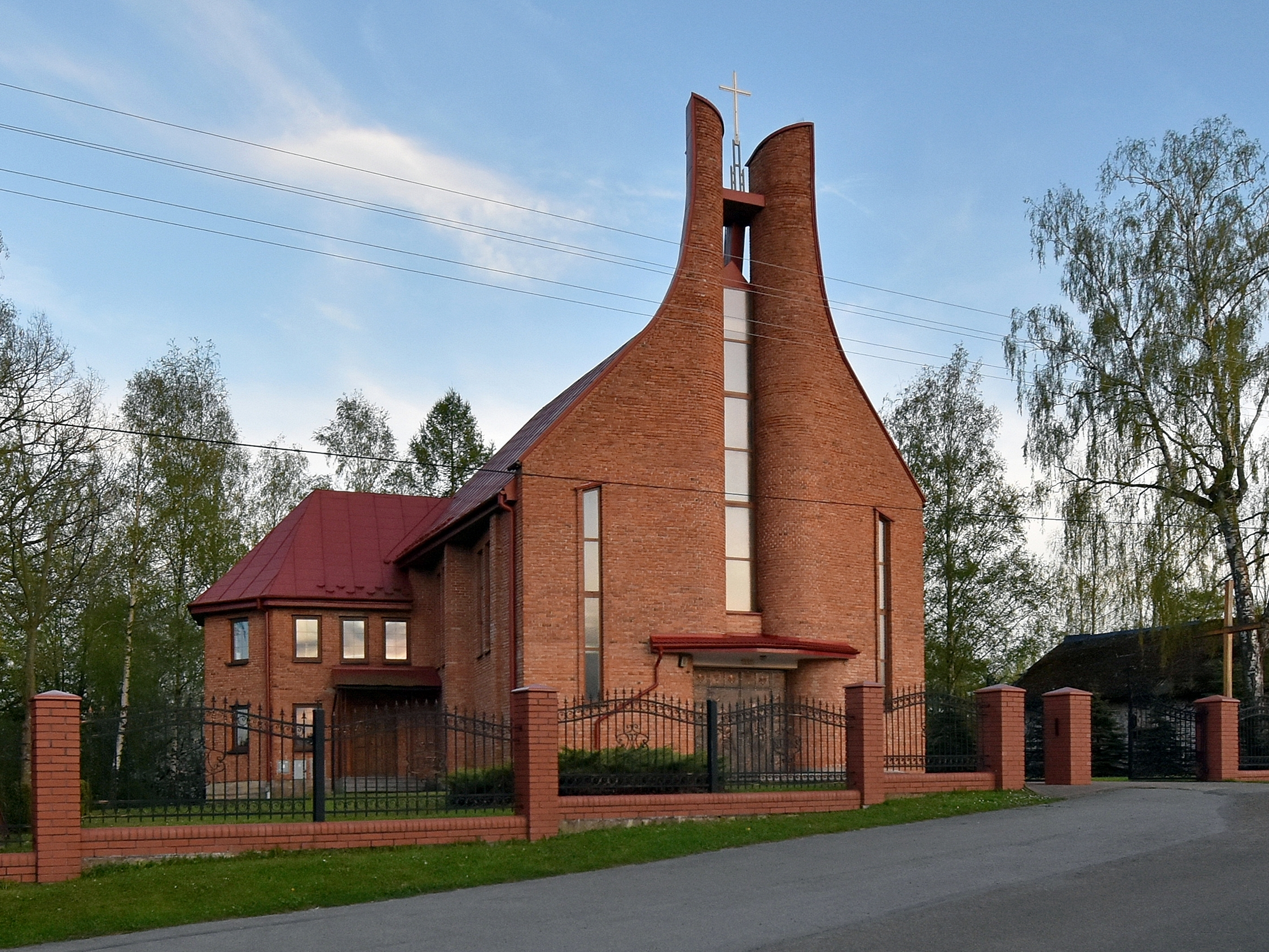
Kościół filialny

Markowce – wieś w południowo-wschodniej Polsce, położona w województwie podkarpackim, w powiecie sanockim, w gminie Sanok. Leży na Pogórzu Bukowskim.
W latach 1975–1998 miejscowość administracyjnie należała do województwa krośnieńskiego.

## Części wsi
| SIMC    | Nazwa  | Rodzaj    |
| ------- | ------ | --------- |
| 0359362 | Podgaj | część wsi |

## Historia
Na początku XIX Markowce należały do Truskolaskich. W połowie XIX wieku właścicielem posiadłości tabularnej w Markowcach były Magdalena Rylska i Katarzyna Truskolaska. W drugiej połowie XIX wieku wieś należała do Hieronima Romera, który w 1858 poślubił Felicję Truskolaską. Następnie właścicielami stali się Jachimowscy (w 1889 Kazimierz Jachimowski poślubił Marię Romer). Kazimierz Jachimowski na miejscu poprzedniego budynku przebudował i rozbudował dwór w latach 1890-1894. W 1905 Kazimierz i Maria Jachimowscy posiadali we wsi obszar 182 ha, a w 1911 posiadali 181 ha. Jachimowscy prowadzili w Markowcach hodowlę koni oraz bydła rasy półkrwi simentaler. W 1917 Józef Agaton Morawski (1893-1963), s. Władysława i Kazimiery z Leszczyńskich, właściciel Niebieszczan i Odrzechowej ożenił się z Felicją Jachimowską. Maria Jachimowska pozostawała właścicielką dóbr Markowce do lat 20. Maria Jachimowska pozostawała właścicielką dóbr Markowce do lat 20.. W latach 30. II Rzeczypospolitej właścicielem dóbr w Markowcach był Adam Myczkowski. Według jednego źródła w 1938 dwór został sprzedany, według innego do 1944 należał do Morawskich.
W czasie okupacji niemieckiej mieszkająca we wsi rodzina Woźnych udzieliła pomocy Mejerowi i Mendelowi Kornreich Friedmanowi. W 1995 Instytut Jad Waszem podjął decyzję o przyznaniu Andrzejowi, Marii i Michałowi Woźnym tytułu Sprawiedliwych wśród Narodów Świata.

## Związani z Markowcami
- Bronisław Wiktor (1886-1961), architekt, artysta malarz, urodzony w Markowcach
- Franciszek Ambicki (1900–1940), funkcjonariusz Policji Państwowej, ofiara zbrodni katyńskiej, urodzony w Markowcach
- Bronisław Górski (1900–1940), nauczyciel, pracował w Markowcach, oficer Wojska Polskiego, ofiara zbrodni katyńskiej
- Andrzej Woźny (ur. 1924), mieszkaniec Markowiec, odznaczony Medalem Sprawiedliwy wśród Narodów Świata za ukrywanie tam Żydów podczas II wojny światowej

## Współczesność
Obecnie liczy 368 mieszkańców.
We wsi znajduje się kościół filialny NMP Matki Kościoła należący do parafii Wszystkich Świętych w Dudyńcach. 30 maja 1993 r. po dwuletniej budowie ks. bp Stefan Moskwa dokonał poświęcenia kościoła filialnego.
Markowce mają także swój klub piłkarski o nazwie Orkan Markowce, który historią sięga roku 1969.
W 2020 roku Park Dworski w Markowcach został poddany rewitalizacji. Przeprowadzono prace związane z wysypaniem ścieżek spacerowych, wykonaniem schodów oraz nowych nasadzeń drzew i krzewów. Zainstalowano także ławki multimedialne dzięki którym można usłyszeć historię miejscowości.